# Compus de două mari icosidodecaedre snub inversate
În geometrie compusul de două mari icosidodecaedre snub inversate este un compus poliedric uniform format din 2 versiuni chirale ale marelui icosidodecaedru snub inversat. Are simetrie icosaedrică (Ih). Din cele 160 de fețe triunghiulare, 40 sunt grupate câte două în 20 de hexagrame, iar cele 24 de fețe pentagramice sunt grupate câte două, suprapunându-se.
Are indicele de compus uniform UC71 și indicele Wenninger 113.

## Mărimi asociate

### Coordonate carteziene
coordonatele carteziene ale vârfurilor sunt toate permutările pare cu un număr impar de semne minus și permutările impare cu un număr impar de semne plus ale
{\displaystyle \left(\,\pm 2\alpha ,\,\pm 2,\,\pm 2\beta \,\right)}
{\displaystyle \left(\,\pm (\alpha -\beta \varphi -\varphi ^{-1}),\,\pm (\alpha \varphi ^{-1}+\beta -\varphi ),\,\pm (-\alpha \varphi -\beta \varphi ^{-1}-1)\,\right)}
{\displaystyle \left(\,\pm (\alpha \varphi -\beta \varphi ^{-1}+1),\,\pm (-\alpha -\beta \varphi +\varphi ^{-1}),\,\pm (-\alpha \varphi ^{-1}+\beta +\varphi )\,\right)}
{\displaystyle \left(\,\pm (\alpha \varphi -\beta \varphi ^{-1}-1),\,\pm (\alpha +\beta \varphi +\varphi ^{-1}),\,\pm (-\alpha \varphi ^{-1}+\beta -\varphi )\,\right)}
{\displaystyle \left(\,\pm (\alpha -\beta \varphi +\varphi ^{-1}),\,\pm (-\alpha \varphi ^{-1}-\beta -\varphi ),\,\pm (-\alpha \varphi -\beta \varphi ^{-1}+1)\,\right)}
unde {\displaystyle \varphi ={\frac {1+{\sqrt {5}}}{2}}} este secțiunea de aur,
{\displaystyle \xi } este cea mai mare rădăcină reală (pozitivă) a polinomului {\displaystyle \xi ^{3}-2\xi +\varphi ^{-1},\,\approx 1,2224727,}
{\displaystyle \alpha =\xi -\xi ^{-1}} iar
{\displaystyle \beta =-\xi \varphi ^{-1}+\varphi ^{-2}-(\xi \varphi )^{-1}.}

### Rază circumscrisă
Raza circumscrisă pentru lungimea laturii de 1 unitate este
{\displaystyle R={\frac {1}{2}}{\sqrt {\frac {2-x}{1-x}}}\approx 0,6450202}
unde {\displaystyle x} este a doua ca mărime rădăcină reală a polinomului {\displaystyle x^{3}+2x^{2}-\varphi ^{-2}} iar {\displaystyle \varphi ={\frac {1+{\sqrt {5}}}{2}}} este secțiunea de aur. 

### Volum
Volumul său, V, este dat de cea mai mare rădăcină reală a polinomului de gradul al șaselea în {\displaystyle x^{2}}
{\displaystyle {\begin{aligned}&2176782336x^{12}-3195335070720x^{10}+162223191936000x^{8}+1030526618040000x^{6}\\{}&+6152923794150000x^{4}-182124351550575000x^{2}+187445810737515625\end{aligned}}}
cu care volumul este
{\displaystyle V\approx 5,42775~a^{3}}
unde a este lungimea laturilor tuturor poligoanelor (care sunt regulate).